# Белојт (Охајо)
Белојт (енгл. Beloit) град је у америчкој савезној држави Охајо.

## Демографија
По попису из 2010. године број становника је 978, што је 46 (-4,5%) становника мање него 2000. године.
| Група             | 2000.         | 2010.       |
| Белци             | 1.008 (98,4%) | 949 (97,0%) |
| Афроамериканци    | 3 (0,3%)      | 3 (0,3%)    |
| Азијати           | 1 (0,1%)      | 4 (0,4%)    |
| Хиспаноамериканци | 1 (0,1%)      | 3 (0,3%)    |
| Укупно            | 1.024         | 978         |